# Solutréen
Solutréen je mladopaleolitická archeologická kultura, datovaná přibližně do období před 22. až. 18 tis. lety. Název je odvozen ze jména proslulé lokality Solutré v departmentu Saône-et-Loire ve Francii, kde byly nalezeny pod skalou kosti několika stovek koní spolu s industrií této kultury.

## Dějiny bádání

Rozšíření solutréenského osídlení

Jako první rozpoznal tuto kulturu francouzský paleontolog Édouard Lartet, který ji ve své periodizaci paleolitu založené na paleontologických nálezech zařadil pod tzv. období soba. Vlastní kulturu solutrée definoval Gabriel de Mortillet, který na základě kamenné štípané industrie rozdělil Lartetovo období soba na starší období - solutréen a mladší magdalenien. Gabriel de Mortillet solutréen ve své periodizaci chybně zařadil za středopaleolitický moustérien, což později opravil Henri Breuil, který před solutréen zařadil nejstarší plně mladopaleolitickou kulturu aurignacien.

## Rozšíření
Ve Francii mezi Loirou a Pyrenejemi, ve Španělsku v Kantábrii, Pyrenejích a na pobřeží středozemního moře a z části v Portugalsku.

## Hmotná kultura

### Kamenná štípaná industrie

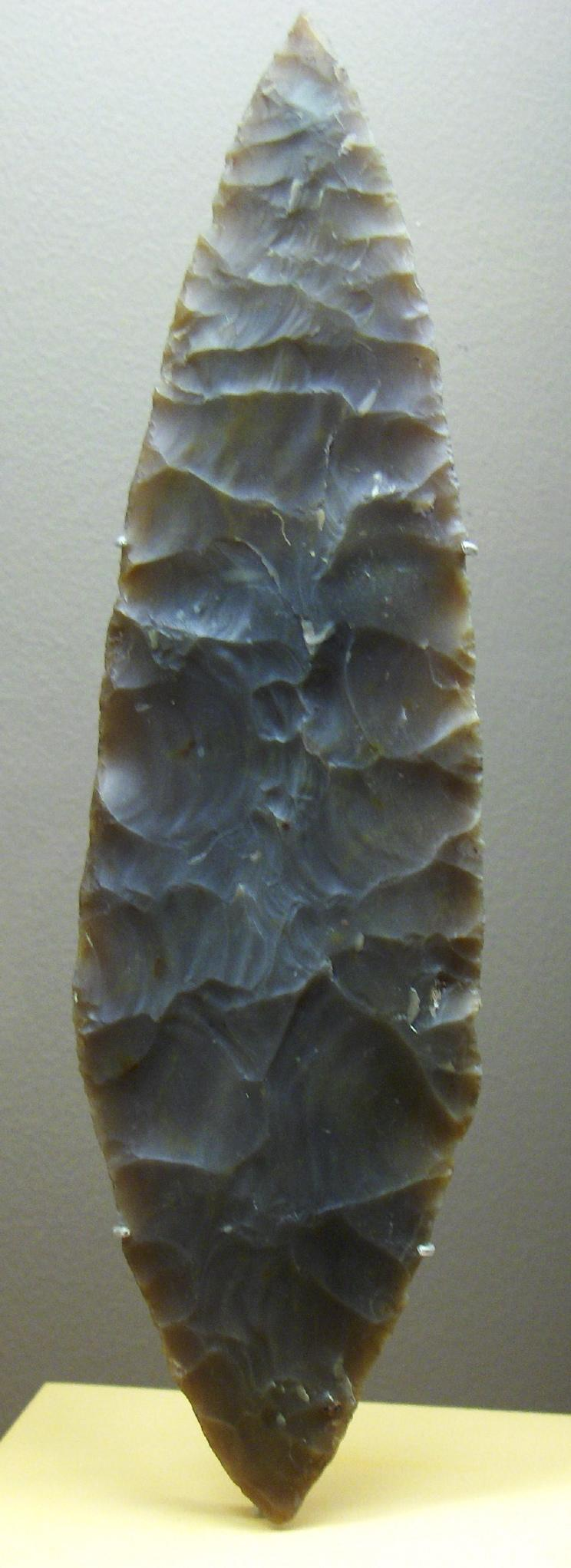
Pazourkový listovitý hrot

Nejvýraznější kamenné nástroje solutréenu jsou velké listovité hroty. O funkci těchto hrotů se často diskutuje. Obvykle je odborníci považují za hroty kopí či oštěpů, případně za nože. Někteří autoři zvažují i rituální funkci některých hrotů. Argumentují například:
- vysokou kvalitou a estetičností surovin (různé barvy a struktury), ze kterých byly některé hroty vyráběny
- značným množstvím času nutným k jejich výrobě a neúměrným jejich praktické funkci
- tenkostí některých hrotů, které jsou velmi křehké a praktické využití by nevydržely
- přílišnou délkou některých hrotů, díky které by se (v případě kopí či oštěpů) jen těžko upevňovaly[3]

### Kostěná a parohová industrie
Solutreénská KPI není natolik rozvinutá jako KPI následujícího magadalenienu, avšak přinesla některé inovace. K nim patří například kostěná jehla s provrtaným uchem. Z období solutréenu jsou také známy první případy využití tzv. vrhačů (atlatlů) - které dokumentuje například nález z francouzské jeskyně Combe Sauniere.